# Todd Young
Todd Christopher Young (nascido em 24 de agosto de 1972) é um político norte-americano, foi representante do nono distrito da Indiana no Congresso dos Estados Unidos. Atualmente exerce o cargo de Senador pelo estado de Indiana. Ele é membro do Partido Republicano.

## Início de Vida
Young nasceu em 24 de agosto de 1972, e é o segundo dos três filhos de Bruce e Nancy Young. Ele viveu no Condado de Marion por vários anos antes de se estabelecer no Condado de Hamilton, onde estudou em escolas públicas. Em 1990, graduou-se na Carmel High School.

## Carreira militar
Apenas algumas semanas após terminar seu liceu, se alistou na Marinha dos Estados Unidos e prestou serviço em Newport, no Rhode Island. Em maio de 1991, Young recebeu uma nomeação do Secretário da Marinha para participar da Academia Naval dos Estados Unidos, em Annapolis, Maryland. Graduou-se em 1995,  ganhando um BS em Ciências Políticas.
Após graduar-se Annapolis, foi por seis meses comandante de pelotão de fuzileiros na Escola Básica em Quantico, Virgínia, onde se qualificou como atirador. Em 1996, ele completou o Curso Básico de inteligência naval em Dam Neck, Virgínia. Young, em seguida, entrou no departamento de inteligência do VMU-2  um veículo aéreo não tripulado em Cherry Point, Carolina do Norte, onde participou em várias operações militares, incluindo a luta contra os narcóticos no Caribe. Em 1998, o foi transferido para Chicago, Illinois, onde foi alistado nos Fuzileiros Navais.  Enquanto trabalhava como fuzileiro nava, frequentava a noite a Universidade de Chicago.

## Carreira Política
Em 2001, mudou-se para Washington, D.C., onde trabalhou brevemente na Heritage Foundation. Então, ele se juntou à equipe do senador Richard Lugar como assistente legislativo.
Young era um delegado na Convenção Estadual Republicana da Indiana. Em 2007, Young Indiana foi chamado como "Southern Man of the Year" por sua liderança em nome do Partido Republicano no sul de Indiana.

### Câmara dos Representantes
Em 26 de janeiro de 2009, Young anunciou que iria concorrer a uma vaga no Congresso dos Estados Unidos pelo 9 º distrito de Indiana.
Jovem competiu com os colegas republicanos Mike Sodrel e Travis Hankins para a indicação do partido para o Congresso e ganhou, desafiando o incumbente democrata Baron Hill na eleição geral. Young recebeu o apoio de ex-vice-presidente Dan Quayle.
Young venceu as eleições primárias, derrotando Baron Hill em 2 de novembro de 2010.

### Histórico eleitoral
| Partido | Partido             | Candidato  | Votos   | Votos (%) |
| ------- | ------------------- | ---------- | ------- | --------- |
|         | Partido Republicano | Todd Young | 118 138 | 52,3%     |
|         | Partido Democrata   | Baron Hill | 95 387  | 42,22%    |
|         | Partido Libertário  | Greg Knott | 12 377  | 5,48%     |
| Totais  | Totais              | Totais     | 225 902 |           |